# 三三四学制
三三四学制（さんさんしがくせい、さんさんよんがくせい）は、三年中学、三年高校、四年大学ということ。それは日本及び世界中多くの国で行われている制度である。

## 概略
第二次世界大戦後に学制改革により、日本ではその制度が行われている。その前の旧制学校に予科というものがみられた。

### 香港
香港には、教育改革によって、2009年9月の以降、その制度が行われ、2009年から中学4年生となる生徒は、中学6年制となる。
香港は事実の高校が存在しない。しかし、2009年の以降の中学4年～6年は、日本の高校1年～3年と相当のものである。新制の中で香港中学文憑という公開の試験が新設され、中学6年生がその試験の結果により、大学に入ることになっている。そして、香港中学文憑で日本語などの受験の科目が新設される予定である。